# Conseil Electoral Provisoire
El Consejo Electoral Provisional (en francés: Conseil Electoral Provisoire ) (CEP) es la comisión electoral de Haití. El organismo fue establecido desde 1987 y ratificado como la única agencia responsable de las elecciones presidenciales y parlamentarias desde el 2015.

## Mandato
La Constitución haitiana de 1987, establece que el CEP es el único organismo legal electoral de Haití, y que entre sus responsabilidades se incluyen las siguientes:
- Asegurar la creación de confianza entre los actores clave involucrados en el proceso electoral;
- Establecer el equilibrio entre los diversos actores políticos en la carrera comicial, de ahí el papel de árbitro.
- Organizar y supervisar las elecciones.
- Hacer cumplir la legislación electoral en todo el territorio nacional.
- Garantizar que las elecciones se celebren de manera libre, creíble y transparente.
- Intervenir en la movilización y coordinación de actividades relacionadas con la información electoral.
- Brindar insumos en el desarrollo del marco legal para el proceso electoral.

## Críticas
Más de 30 candidatos presidenciales reprocharon al CEP sus oscuras políticas de escrutinio y lo censuraron por su falta de transparencia en 2015.